# Broad Rock Manor, Virginia
Broad Rock Manor là một cộng đồng chưa hợp nhất tại thành phố Richmond, thuộc bang Virginia của Hoa Kỳ.